# 近鉄2013系電車
近鉄2013系電車（きんてつ2013けいでんしゃ）とは、近畿日本鉄道（近鉄）が2013年に導入した観光列車用車両の形式である。名古屋線用通勤車の2000系のうち3両編成1本を改造し、「つどい」の愛称が命名された。

## 概要

### 改造までの経緯
近鉄では、15400系を用いたクラブツーリズム専用列車「かぎろひ」、50000系を用いた観光特急「しまかぜ」などといった観光輸送に特化した特別仕様車両を多数保有し、運転されている。2013年10月に開催される第62回伊勢神宮式年遷宮に合わせ、3月に50000系の新造投入および2012年8月から2013年7月にかけて23000系のリニューアルが行われたが、これと並行して式年遷宮の多客期に伊勢市駅 - 賢島駅で専用列車を運行する計画が持ち上がり、開発プロジェクトが2012年末にスタートした。
プロジェクトのメンバーは近鉄グループの総力を結集し、近鉄の企画統括部営業企画部と技術管理部が企画を、大阪輸送統括部工機部検修課が工事図面の作成から施工管理を担当、デザインはアド近鉄株式会社、内装品の設計や製作は株式会社近創、車両改造は近鉄車両エンジニアリング株式会社が担当した。検討段階では各地の輸送統括部事業課などの現業部門からも意見を幅広く集約し、計画からおよそ9ヶ月という短期間で企画・設計・材料手配・施工を進め、式年遷宮の時期である2013年10月には営業運転開始にこぎつけている。
開発プロジェクトでは、志摩地域の魅力を再確認することから始まり、地元自治体の志摩市関係者と共に志摩市の見所を回り、豊かな自然や海の幸などを楽しみ議論を重ね、開発コンセプトは次のようになった。
- 明るく楽しい雰囲気の列車
- 伊勢志摩地域の見所を紹介する列車

愛称は、にぎやかで楽しい多彩な車両空間に自然と人が集まり、わいわい賑やかに楽しんでもらうというコンセプトにふさわしい名称として「つどい」に決定した。

### 改造種車
開発コンセプトと使用条件から、改造方針が次のようになった。
- 標準軌全線を走行可能な車両性能[1]
- 定員は団体バス2台分の客を収容可能な88名[1]
- 飲食を楽しめるテーブルを備えた腰掛[1]
- 飲食物を提供できるバー・カウンター[1]
- 各種催しが出来る広いイベントスペース[1]
- 自然の風を感じるオープンスペース[1]
- 車内での飲食に備えたトイレ付き車両[1]

これらの仕様を満たす車両として、3両編成で唯一ク2100形に大阪線系統での急行運用を考慮してトイレが設置された2000系2013Fが選定された。 
この系列は大阪線・名古屋線共通仕様の通勤車を改造種車としている。起動加速度切り替え機能の追加を除き、主要機器は2000系時代のものにほとんど手を加えなかったことから、車両性能は従前と全く同じであり、信貴線を除く標準軌全線で運用が可能である。

## 構造
大阪・名古屋寄りからク2107 (Tc) - モ2013 (M) - モ2014 (Mc) の編成を組む。電算記号はXT07。2019年4月1日現在の配置検車区は明星検車区。
性能や機器類は2000系から変更はないが、内外装材は観光列車として大幅に改装された。

### 車体外観
車体構造は車内設備の関係や定員80名を確保するために各車の乗降扉を8箇所から2箇所とされたが、中間車のモ2013形は機材搬入時の業務用扉として片側1箇所が残された。乗降扉を撤去した部分の内、座席スペースとなる部分には固定窓が新設された。方向幕は前面・側面共に全て撤去された。車体連結部には棒状の転落防止幌を装備する。
車体塗装はシルキーホワイト1色塗装を基調とし、伊勢神宮や海の幸など、伊勢・鳥羽・志摩の魅力をイラストで表現したものとしている。

### 車内設備

#### 共通事項
車内は天井をオレンジとグリーン、側壁の化粧板は木目調とされ、床面は伊勢エビやフグなどの伊勢志摩の特産品をモチーフとした柄や色鮮やかなカーペットを敷き詰め、キュートかつ賑やかな雰囲気とした。
乗務員室についても、ブルーの濃淡3種の化粧板を使い分け、観光列車らしい雰囲気とされた。

#### 座席スペース
1号車の半室24席、2号車の賢島方車端部8席、3号車の48席を合わせて座席数は80席となっている。座席は窓向きに配置され、景色を見ながら飲食を楽しめるようにテーブルを設けた。

#### ク2107
1両目は半室を座席スペースとして客室中央部をガラスで仕切り、「風のあそびば」と名付けられたフリースペースを設置。扉部分には、スリットと床面までの大型ガラス (高さ約1700mm、幅約600mm) を設置した。スリットから入る爽やかな風を感じながら景色を楽しめるようにしている。側扉は残されており、車庫の入庫時や悪天候時には完全に締め切ることが出来る。
車内はカラフルかつユニークな形状の座席を配置し、天井は空をイメージしたブルーで、側壁の化粧板は木目調とされた。床面には色鮮やかなカーペットが敷かれ、明るく楽しい空間を演出した。各部には波形手すり「クネット」を配して安全面にも配慮し、アクセントとした。
トイレは従来の和式から5200系更新車と同様の洋式に改修され、青色の濃淡3種の化粧板を用いて海中をイメージした「うみのトイレ」とされた。

#### モ2013
2両目はバーカウンターや物販テーブルがあるイベントスペースになっている。各種催しが出来るように、座席スペースは車両両端に配置、広いイベントスペースを確保した。イベントスペースには側壁のスペース全体に受け金具を設け、着脱式テーブルを装備し、催しに応じて自在に変更する事が可能で、使用しない場合は折りたたんでバックヤードに収納する事も出来る。バー・カウンターでは志摩市、志摩市観光協会、志摩市商工会の協力を得て志摩地域の食材や特産品を販売した（2015年3月まで、その場で飲食も可能であった）。2015年度からは通常運転日に海のあそびば（ボールプール）、ゆらゆらハンモックを設置、カウンターでは伊勢志摩の食材を用いたアイスクリーム、ロールケーキほか、ソフトドリンク、ビールなどを販売している。一部の日程で海女、ご当地キャラクターとの記念撮影会、トークショーなどの特別イベントも開催している。
車内の天井は太陽をイメージしたオレンジ色で、側壁の化粧板は木目調とされた。床材は海をイメージした青色の床敷物であり、中央部にはスペイン割タイル調のデザインシートを貼りつけた。
放送とAV関係はバー・カウンターに3両一括の車内放送用マイクを追加で設置し、2号車専用のイベント用放送装着であるワイヤレスマイクシステムを既存の放送回路と独立させた4個のスピーカーと共に新設し、映像視聴を可能とする32インチの液晶ディスプレイを車内中央部に新設した。
大阪・名古屋方車端部には車椅子スペースが設置され、車内通報装置（通話機能付き）を併設した。

#### モ2014
3両目は全て座席スペースとされた。乗務員後方には「こども運転台」を設置し、運転士気分が味わえるようにしている。運転台機器は廃車となった1810系1823Fのモ1810形モ1823からマスコンと制動弁が流用された。

## リニューアル

### 2018年のリニューアル

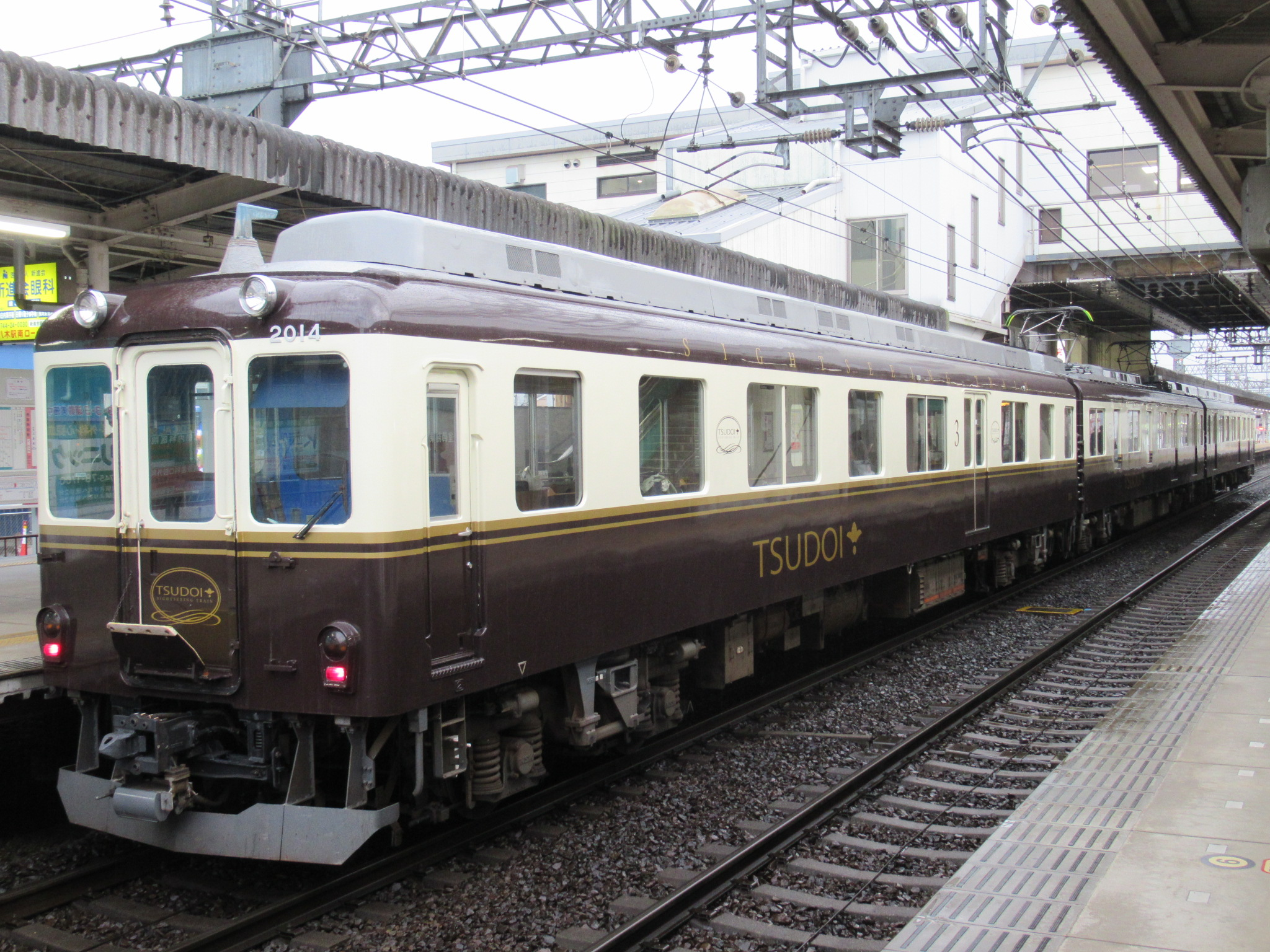
「つどい」リニューアル車（2018年実施版）

2018年6月13日には近鉄エリアキャンペーン「開湯1300年 ゆこうよ 湯の山」の実施に合わせて当列車のリニューアルが発表された。
改造内容は車体外部・内部でリニューアルが実施されており、車体塗装はブラウンとクリームのツートンカラーに金色の帯を車体中央部に配し、ロゴマークは新たにデザインされたものを車体前面・側面に配した。
内装は1号車とされるク2107形の「風のあそびば」は存置され、床面カーペットは交換されたが、下駄箱はリニューアルを機に撤去された上で土足利用が可能になった。2号車とされるモ2013形のバーカウンターは存置され、床面カーペットは石畳をイメージしたものに交換されたが、ゆらゆらハンモックやボールプールはリニューアルを機に撤去された。2号車とされるモ2013形の一部と3号車とされるモ2014形は従来の2人掛け座席や2000系時代からのロングシートも含めて車体外装材に合わせたブラウン系のモケット、床面カーペットは車体色のブラウンとクリームをブロックパターンで組み合わせたものに交換された。ただし、化粧板は全車従来の配色で存置されている。 

### 2024年のリニューアル
2024年2月25日には2回目のリニューアルが実施された。 
外観は、「イエローグリーン」をメインカラーになり、自然や温泉、自転車、ビールなどのイメージサインを各車両に散りばめポップなデザインとしている。車内装飾は、カーペットやテーブルカラーなどを全体的に明るい雰囲気にそれぞれイメージチェンジされている。また今回のリニューアルにあわせ、ロゴマークが一新された。 

## 運用
2013年の伊勢神宮式年遷宮に合わせ、2013年10月5日より営業運転を開始した。運行期間の複数回の延長を経て、2017年8月27日まで伊勢志摩地区で運用された。
運行線区は主に山田線、鳥羽線、志摩線で、区間は土休日に伊勢市駅 - 賢島駅間を1日2往復運転、2018年7月14日 - 2019年2月24日までの土休日に近鉄名古屋駅 - 湯の山温泉駅間を1日1往復運転される。利用には通常の乗車区間に応じた運賃に加えて特別料金として大人300円および子供150円、2018年7月14日 - 同年9月2日までは大人1000円および子供750円が必要である。
運休日には標準軌全線での団体運用も可能とし、奈良・京都線、名古屋線の団体貸切列車として運行された実績、回送列車で阪神なんば線桜川駅までの入線実績もある。
その後、2018年の湯の山温泉の開湯1300年に合わせた観光列車としてリニューアルされ、同年7月より湯の山線方面で運転されている。